# あの人に逢ったら
「あの人に逢ったら」（あのひとにあったら）は、1968年10月に発売された西田佐知子のシングルレコードである。発売元はポリドール・レコード（現：ユニバーサルミュージック）。品番：SDR-1375。

## 解説
表題曲「あの人に逢ったら」は宮川泰による楽曲。作詞は、当時越路吹雪のマネージャーでもあった岩谷時子である。演奏は、モダン・シンフォネット。
1968年大晦日放送の『第19回NHK紅白歌合戦』に出演し（連続8回目）、本楽曲を披露した。この第19回紅白は映像が現存するが保存テープの傷みが激しいため、『思い出の紅白歌合戦』（NHK-BS2）で放送された際は2番目から1番を歌うシーンの静止画像で放送された。ただし、歌唱音源はそのまま放送されている。詳細は項目「第19回NHK紅白歌合戦#概要」参照。 

## 収録曲
1. あの人に逢ったら
  - 作詞: 岩谷時子 、作曲・編曲: 宮川泰
2. にくい人
  - 作詞: こうじはるか 、作曲・編曲: 倉知輝

## 収録作品
あの人に逢ったら
- GOLDEN☆BEST 西田佐知子（2003年：UICZ-6041）
- 西田佐知子歌謡大全集（2007年：UPCY-9096/100）
- 初めての街で 〜西田佐知子ベストセレクション〜（2009年：UPCY-6543）